# Politique en Guinée-Bissau
 (avril 2010).
Si vous disposez d'ouvrages ou d'articles de référence ou si vous connaissez des sites web de qualité traitant du thème abordé ici, merci de compléter l'article en donnant les références utiles à sa vérifiabilité et en les liant à la section « Notes et références ».
La Guinée-Bissau, actuellement en période de transition, est une république multipartite représentative semi-présidentielle. Le président de la République est le chef de l’État, le Premier ministre est le chef du gouvernement. Le pouvoir exécutif est exercé par le gouvernement tandis que le pouvoir législatif est partagé entre le gouvernement et l’Assemblée nationale populaire. Le pouvoir judiciaire est indépendant de l’exécutif et du législatif. Le Parti africain pour l'indépendance de la Guinée et du Cap-Vert (PAIGC) et le Parti du renouveau social (PRN), socialistes, sont au pouvoir depuis 1994.
Le pays a connu une grande instabilité depuis son indépendance et les coups d'État se sont multipliés dans un pays devenu une plaque tournante du trafic de drogue.

## Développements politiques récents
En 1989, le président João Bernardo Vieira commence un programme de libéralisation politique, que l’Assemblée nationale populaire approuve en 1991. Une modification de la constitution et de nouvelles lois autorisent la formation de partis politiques d’opposition et instaurent la liberté de la presse ainsi que la liberté de syndicat et le droit de grève.
Les premières élections présidentielles et législatives multipartites ont lieu en 1994. Après la guerre civile de 1998-1999, le leader de l’opposition, Kumba Ialá, du PNR, est élu président. Ialá est renversé par un coup d'État sans effusion de sang en septembre 2003 et Henrique Rosa devient président par intérim. Le retour de la Guinée-Bissau à la démocratie est freiné par une économie vacillante, fragilisée par la guerre civile et le trafic de drogue. Le Parti africain pour l'indépendance de la Guinée et du Cap-Vert (PAIGC) remporte les élections de 2004 et son homme fort, l'homme d'affaires Carlos Gomes Júnior, dit Cadogo, devient premier ministre. Vieira est à nouveau élu président de la République le 1er octobre 2005 et s'oppose à Cadogo dont il dissout le gouvernement et qu'il remplace par Aristides Gomes le 2 novembre 2005.
Les partis d'opposition à Veira s'unissent et celui-ci doit se résoudre à nommer Martinho Ndafa Kabi premier ministre en avril 2007 avant de dissoudre le parlement, de nommer Carlos Correia premier ministre en août 2008 et de convoquer des élections législatives pour novembre 2008 à l'issue desquelles le PAIGC est victorieux et Carlos Gomes Junior retrouve le poste de premier ministre (en décembre). Veira est assassiné par des militaires le 2 mars 2009, en rétorsion de l'assassinat de son frère ennemi et chef d'état-major, le général Tagmé Na Waié, probablement dans le cadre de règlements de compte orchestrés par les narcotrafiquants colombiens. Après un intérim assuré par Raimundo Pereira, président de l'Assemblée nationale populaire, Malam Bacai Sanhá, est élu président de la République le 26 juillet 2009.
Le 1er avril 2010 une action armée organisée par des militaires avec à leur tête le chef d'état-major adjoint Antonio Njai et l'ancien contre-amiral Bubo Na Tchute - auteur d'une précédente tentative de coup d'État en août 2008 et soupçonné d'être l’un des acteurs importants du trafic de drogue - arrête Cadogo et une quarantaine d'officiers dont le chef d'état-major de l'armée, José Zamora Induta, dans un coup de force présenté comme « un problème purement militaire ». À la suite de manifestations de soutien au premier ministre détenu, Antonio Njai menace de tuer ce dernier puis explique dans une allocution que l'armée « réitérait son attachement et sa soumission au pouvoir politique ». Le premier ministre est relâché le lendemain tandis qu'Antonio Njai se présente comme le nouvel homme fort de l'armée.
Lors du premier tour de l'élection présidentielle du 18 mars 2012, selon la Commission nationale des élections, Carlos Gomes Júnior (PAIGC), Premier ministre jusqu'au 10 février 2012, a obtenu 48,97 % des voix, Kumba Yala (PRS), ancien président, 23,36 %, Manuel Serifo Nhamadjo 15,75 %, Henrique Rosa 5,4 %.

## Pouvoir exécutif
Le président de la République est élu au suffrage populaire pour un mandat de cinq ans. Il nomme le Premier ministre après consultation des principaux partis.
| Fonction                   | Nom                  | Parti     | Depuis           |
| -------------------------- | -------------------- | --------- | ---------------- |
| Président de la république | Umaro Sissoco Embaló | MADEM G15 | 27 février 2020  |
| Premier ministre           | Rui Duarte de Barros | PAIGC     | 20 décembre 2023 |

## Pouvoir législatif
L'Assemblée nationale populaire compte 102 membres élus pour un mandat de quatre ans dans des circonscriptions à sièges multiples.

## Pouvoir judiciaire
La Cour suprême est composée de neuf juges nommés par le président. Chacune des neuf régions est dotée d’une cour régionale qui officie comme première cour d’appel des 24 tribunaux de première instance et entend les litiges civils supérieurs à 1 000 $. Les juges de première instance sont compétents pour les petits délits et, au civil, lorsque la somme litigieuse n’excède pas 1 000 $.